# عزلة بني موسى (الحديدة)

تعديل مصدري - تعديل

عزلة بني موسى هي إحدى عزل مديرية الدريهمي في محافظة الحديدة اليمنية ويبلغ تعداد سكانها 2643 نسمة حسب التعداد السكاني في اليمن لعام 2004.